# Club Deportivo Elá Nguema
El Club Deportivo Elá Nguema, també conegut com a Sony Elá Nguema, és un club de futbol de la ciutat de Malabo, Guinea Equatorial.
Els colors del club són el groc. El seu sobrenom és los merengues.

## Palmarès
- Lliga equatoguineana de futbol:[1]
  - 1984, 1985, 1986, 1987, 1988, 1989, 1990, 1991, 1998, 2000, 2002, 2009, 2011, 2012, 2014, 2015–16

- Copa equatoguineana de futbol:[2]
  - 1980, 1981, 1982, 1983, 1992, 1997, 2004

- Supercopa equatoguineana de futbol:
  - 2011

## Jugadors destacats
- Juan Simeón Esono
- Camilo